# Albuin (Kärnten)
Albuin († vor 975), der Familie der Aribonen zugerechnet, war Markgraf in Kärnten.
Albuin war mit Hildegard verheiratet, die Wilhelm Wegener für die Tochter von Graf Aribo von Leoben (urkundlich 904) hält, und um die sich zahlreiche Legenden ranken.
Albuins und Hildegards Stammsitze waren angeblich die (abgekommene) Burg Prossnitz auf dem Skarbin und die jenseits der Drau nahe gelegene (abgekommene) Burg Alt-Stein auf dem Steiner Berg, anderthalb Kilometer südwestlich von Stein im Jauntal.

## Nachkommen
Aus Albuins Ehe mit Hildegard von Stein entsprossen:
- Hartwig
  - Ottwin von Lurn (laut Tangl)[1]
- Albuin, Bischof von Brixen (975–1006)
- Aribo, Markgraf im Jauntal (urkundlich 1005)
- Gepa
- Wezela